# Ascuta parornata
Ascuta parornata là một loài nhện trong họ Orsolobidae.
Loài này thuộc chi Ascuta. Ascuta parornata được Raymond Robert Forster & Norman I. Platnick miêu tả năm 1985.